# 蘭喬格蘭德
蘭喬格蘭德（西班牙語：Rancho Grande），是尼加拉瓜的城鎮，位於該國中部，由馬塔加爾帕省負責管轄，始建於1989年，面積598平方公里，2005年人口26,223，人口密度每平方公里43.85人。
13°15′13″N 85°33′10″W / 13.25361°N 85.55278°W